# جون هوبسون
جون أتكينسون هوبسون (بالإنجليزية: John Atkinson Hobson)‏ (6 يوليو 1858 - 1 أبريل 1940) عالم اقتصاد وعالم اجتماعي إنجليزي. اشتهر هوبسون بكتاباته عن الإمبريالية التي أثرت بدورها على فلاديمير لينين ونظريته عن قصور الاستهلاك.
تمثل إسهامه الرئيسي الأول في الاقتصاد بنظرية قصور الاستهلاك، وهي نقد لاذع لقانون ساي وتأكيد الاقتصاديين الكلاسيكيين على فكرة التوفير. بيد أن هذا الأمر قد أفقد هوبسون مصداقيته بين أفراد مجتمع الاقتصاد المهني الذي استُبعد منه في نهاية المطاف. انتقد في عمل آخر النظرية الكلاسيكية للريع وتوقع نظرية «الإنتاجية الحدية» الكلاسيكية الجديدة لتوزيع الدخل.
بعد تغطية حرب البوير الثانية كمراسل لصحيفة ذا مانشستر غارديان، أدان تورط بريطانيا في الحرب ووصّفها بأنها تعمل تحت تأثير أصحاب المناجم. وفي سلسلة من الكتب، استكشف الروابط بين الإمبريالية والصراع الدولي وأكد أن التوسع الإمبريالي مدفوع بالبحث عن أسواق جديدة وفرص استثمارية في الخارج. أشارت الشروحات حول هوبسون إلى وجود لغة ومواضيع معادية للسامية في أعماله، وخاصة في كتاباته عن حرب البوير.
في وقت لاحق، ناقش أن سوء توزيع الدخل يؤدي إلى البطالة من خلال الإفراط في الادخار وقلة الاستهلاك، وأن الحل يكمن بإزالة «الفائض» عبر إعادة توزيع الدخل عن طريق الضرائب وتأميم الاحتكارات. عارض الحرب العالمية الأولى ودعا إلى تشكيل هيئة سياسية عالمية لمنع الحروب. أضحى اشتراكيًا إصلاحيًا في أعقاب الحرب.

## الحياة

### النشأة
ولد هوبسون في ديربي، ابن وليام هوبسون «مالك صحيفة مزدهرة نوعًا ما» وجوزفين أتكينسون. شقيق عالم الرياضيات إرنست وليام هوبسون. درس في مدرسة ديربي وكلية لينكولن، أكسفورد، ودرَّس بعد تخرجه الكلاسيكيات والأدب الإنجليزي في مدارس فالإرشام وإكستر.

### المهنة المبكرة
عندما انتقل هوبسون إلى لندن في عام 1887، كانت إنجلترا في خضم كساد اقتصادي كبير. وبينما كان الاقتصاد الكلاسيكي عاجزًا عن تفسير الدورات التجارية الفاسدة، امتلكت لندن العديد من الجمعيات التي اقترحت البدائل. أثناء إقامته في لندن، تعرف هوبسون على الديمقراطيين الاجتماعيين والاشتراكي المسيحي هنري هيندمان ونظام الضريبة الفردية الخاص بهنري جورج. كان صديقًا للعديد من أفراد الجمعية الفابية البارزين الذين أسسوا كلية لندن للاقتصاد، وكان قد عرف بعضهم في أوكسفورد. إلا أن أيًا من هذه المجموعات لم تبدُ مقنعة كفايةً لهوبسون؛ بل كان تعاونه مع صديقه رجل الأعمال ومتسلق الجبال، ألبرت إف. موميري الذي نتج عنه مساهمة هوبسون في علوم الاقتصاد: نظرية قصورالاستهلاك. وصف موميري وهوبسون قصور الاستهلاك للمرة الأولى في كتاب فيزيولوجيا الصناعة (1889) بأنه نقد لاذع لتأكيد قانون ساي والاقتصاد الكلاسيكي على فكرة التوفير والادخار. أدت جرأة استنتاجات الكتاب إلى فقدان هوبسون لمصداقيته بين مجتمع الاقتصاد المهني. في نهاية المطاف استُبعد من المجتمع الأكاديمي.
خلال أواخر القرن التاسع عشر، شملت أعماله مشاكل الفقر (1891)، وتطور الرأسمالية الحديثة (1894)، ومشكلة العاطلين عن العمل (1896)، وجون راسكين: مصلح اجتماعي (1898). طورت هذه الأعمال نقده للنظرية الكلاسيكية للريع وتوقع تعميمه المقترح نظرية «الإنتاجية الحدية» الكلاسيكية الجديدة لتوزيع الدخل.

### الحرب العالمية الأولى وحياته المهنية اللاحقة
تسببت معارضة هوبسون للحرب العالمية الأولى في انضمامه إلى اتحاد الرقابة الديمقراطية. ويمكن العثور على دعوته إلى تشكيل هيئة سياسية عالمية لمنع الحروب في مقالته «نحو حكومة دولية» (1914). ومع ذلك، أصبح معارضًا بشدة لعصبة الأمم.
في عام 1919، انضم هوبسون إلى حزب العمل المستقل. وسرعان ما أُتبع ذلك بكتابات لمنشورات اشتراكية مثل نيو ليدر وذا سوشيالست ريفيو و نيوستيتسمان. خلال هذه الفترة أصبح من الواضح أن هوبسون فضّل الإصلاح الرأسمالي على الثورة الشيوعية. وانتقد حكومة العمال المنتخبة عام 1929.
نُشرت سيرة هوبسون الذاتية تحت عنوان اعترافات مهرطق اقتصادي في عام 1938.

## آثاره
من كتبه:
- «مشاكل الفقر» Problems of Poverty عام 1891 م.
- «مشاكل العطالة» Problems of Unemployed عام 1896 م.
- «الحرب في جنوب إفريقيا» War in South Africa عام 1900 م.
- «علم نفس النعرات القومية» Psychology of Jingoism عام 1901 م.
- «الإمبريالية» Imperialism عام 1902 م.[6]